# 왕중린

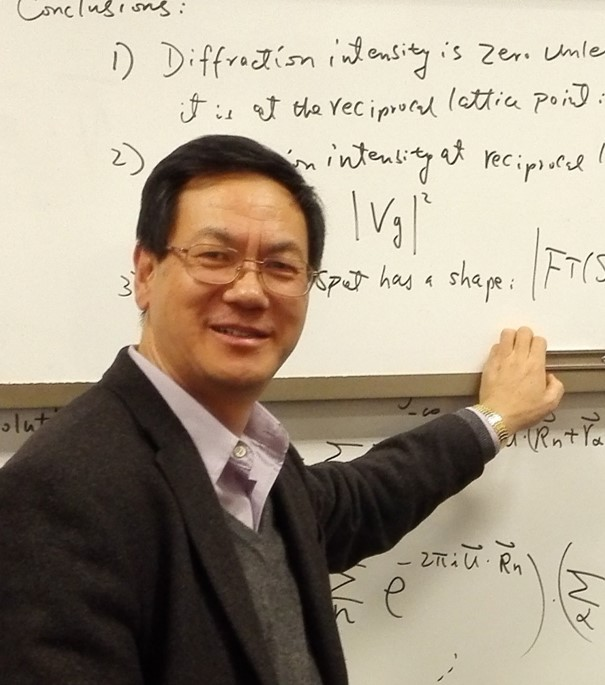

왕종린(중국어: 王中林, 1961년 ~ )은 미국의 중국계 물리학자로 중국 과학원 외국계 원사이다. 해양 푸른 에너지 기술의 발명을 통해 2019년 알베르트 아인슈타인 세계 과학자상을 수상했다.

## 경력
- 중국 시안전자과학기술대학 명예교수
- 미국 조지아공과대학교 종신교수
- 2006 미국 조지아공과대학교 특훈교수
- 2004 미국 조지아공과대학교 평의원 교수

## 생애
1961년, 중국 산시성에서 태어났고 1978년 시베이전신공정학원에 입학해 1982년 중-미 공동으로 초빙한 물리학 연구생 모집에 합격해 미국으로 유학을 떠났다. 그후 2009년 중국과학원 외국국적 원사로 당선됐다. 2006년 세계 초소형 엔진인 나노엔진을 발명해 ‘나노 발전기의 아버지’로 불리고 있다. ‘환경, 에너지 분야의 노벨상’으로 불리는 에니 상을 수상한 적도 있다.

## 업적
- 나노발전기 연구

미국 조지아 공대의 왕종린 교수팀은 2009년 햄스터의 움직임을 전류로 바꾸는 나노발전기를 공개했다. 햄스터가 쳇바퀴를 돌리거나 먹이를 먹을 때마다 0.1V~0.15V의 전기가 햄스터에 붙은 나노 와이어로 만든 발전기를 통해 흘렀다. 이 실험은 불규칙적인 생체운동을 전기 에너지로 바꾼 최초의 사례이다.
2011년 왕종린 연구팀은 나노와이어와 나노발전기 등의 기술을 이용해 심작박동 뿐 아니라 손가락 등을 움직이는 움직임 등으로 동력을 만들어 휴대기기로 전달할 수 있는 기술을 개발했다. 배터리 없이 작동 가능한 나노기기를 사람의 몸 속에 심을 수 있는 의료용센서용, 비행감시카메라용, 웨어러블 개인전자기기용으로 활용할 수 있다.
조지아공대 왕종린 교수는 2012년 접혔다 펴지는 옷의 주름 부분에 머리카락보다 1천분의 1정도로 가는 전선을 집어넣어 전력 생산이 가능하다고 밝혔다. 플라스틱과 아연 재질로 만든 전선들의 움직임을 전선에 연결된 충전지에 저장하는 원리라고 했다. 이 기술을 통해 스마트 기기의 충전기술이 더 다양해졌다.